# Nenema histrionica
Nenema histrionica är en insektsart som först beskrevs av Stsl 1862.  Nenema histrionica ingår i släktet Nenema och familjen Caliscelidae. Inga underarter finns listade i Catalogue of Life.